# 日和田站
日和田站（日语：／ Hiwada eki */?）位於日本福島縣郡山市日和田町，是東日本旅客鐵道（JR東日本）東北本線的車站。

## 車站構造
側式月台2面2線，是地面車站及無人車站。設有自動售票機。

### 月台配置
| 月台 | 路線      | 方向 | 目的地   |
| ---- | --------- | ---- | -------- |
| 1    | ■東北本線 | 上行 | 郡山方向 |
| 2    | ■東北本線 | 下行 | 福島方向 |

## 利用狀況
- 平日的一日平均使用人數：約500人（估計）
- 假日的一日平均使用人數：約350人（估計）

## 車站周邊
- 蛇骨地藏堂
- 日和田郵便局
- 吉之島郡山Festa店
- Orient Park日和田
- 國道4號
- 國道4號繞道
- 日和田公民館
- 郡山市中央圖書館日和田分館（日和田公民館內）

## 歷史
- 1897年6月1日 - 開業。
- 1984年12月1日 - 變為無人車站。
  - 民營化後變回有人車站，但經長時間後再度變為無人車站。
- 1987年4月1日 - 國鐵民營化，變為JR東日本的車站。

## 相鄰車站
東日本旅客鐵道
■東北本線
郡山－日和田－五百川

## 外部連結
- 日和田站（JR東日本） （页面存档备份，存于）